# Église Saint-Dimitri de Zemun
Pour les articles homonymes, voir Église Saint-Dimitri.
L'église Saint-Dimitri de Zemun (en serbe cyrillique : Црква Светог Димитрија ; en serbe latin : Crkva Svetog Dimitrija), également connue sous le nom de chapelle Hariš (Харишева капела et Hariševa kapela), est une église orthodoxe située à Belgrade, la capitale de la Serbie, dans la municipalité urbaine de Zemun. Construite entre 1874 et 1878, elle figure sur la liste des monuments culturels protégés de la république de Serbie et sur la liste des biens culturels de la ville de Belgrade.

## Présentation

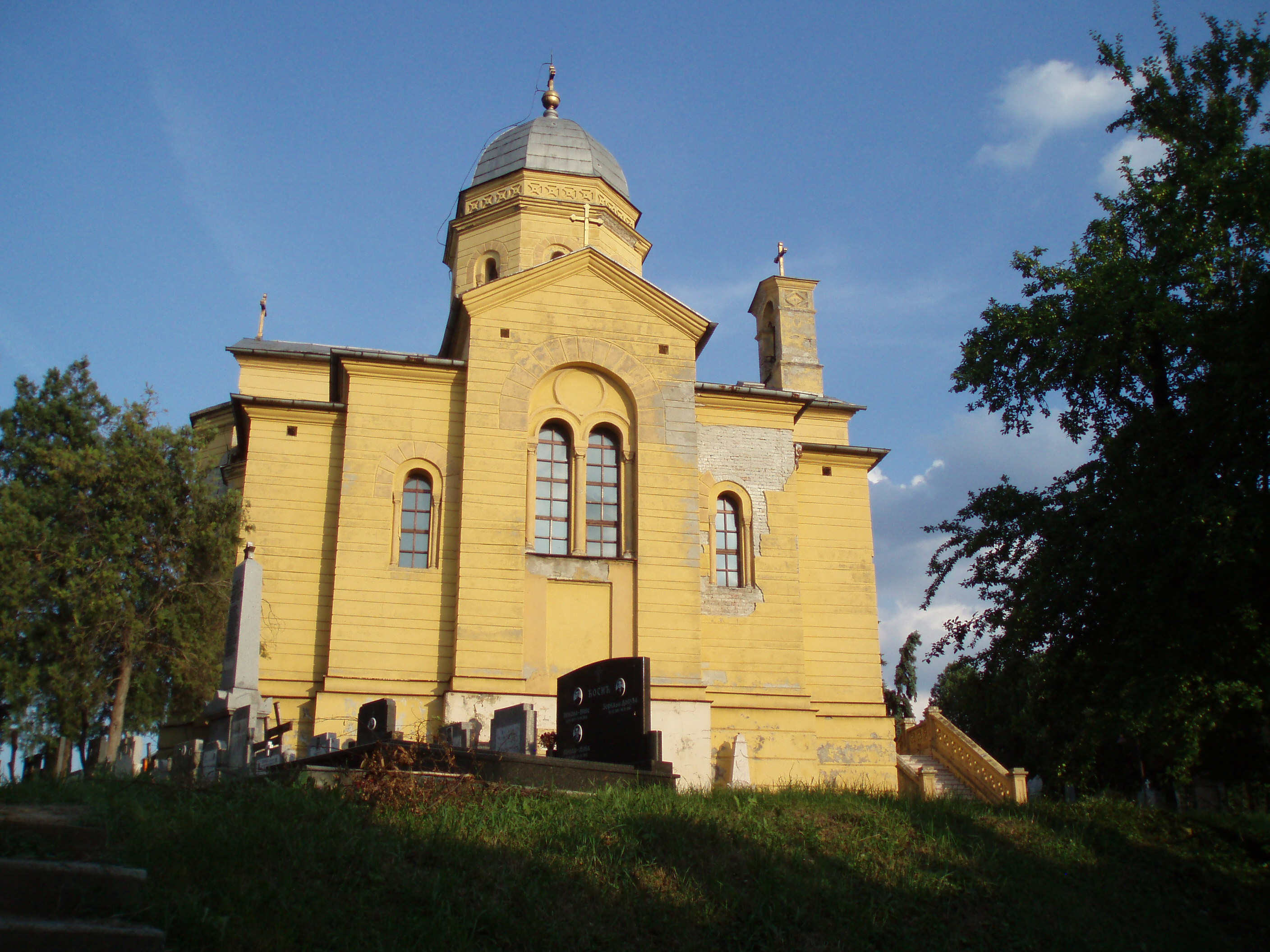
Autre vue de l'église

L'église Saint-Dimitri, située 5 rue Grobljanska, a été construite entre 1874 et 1878 par le marchand de Zemun Grigorije Hariš, respectant ainsi les volontés testamentaires de sa femme Marija, née Petrović. L'église a été conçue par l'architecte Svetozar Ivačković et construite par Josif Marks. L'édifice, qui est caractéristique du style néo-byzantin, s'inscrit dans un plan cruciforme ; elle est surmontée d'un dôme reposant sur un tambour octogonal.
L'iconostase de l'église Saint-Dimitri a été sculptée par Jovan Kisner et dorée par Samuel Kolmajer. Pavle Simić en a réalisé les peintures. Cette iconostase, qui date de 1874, est la dernière œuvre du peintre.
En dehors de sa valeur architecturale et artistique, l'église apporte également un témoignage sur les grandes familles de Zemun à la fin du XIXe siècle et, plus particulièrement, sur les familles Petrović et Hariš.